# Jade Goody
Jade Cerisa Lorraine Goody, född 5 juni 1981 i Bermondsey i London, död 22 mars 2009 i Upshire i Essex, var en brittisk dokusåpadeltagare som medverkade i den brittiska versionen av Big Brother 2002. Goody skapade världsnyheter 2007 då hon blev anklagad för rasism under Celebrity Big Brother.

## Biografi

### Kontrovers
Under 2007 medverkade hon i Celebrity Big Brother, en specialversion för kändisar i England. Goody blev snabbt uppmärksammad för sin frispråkighet som bland annat innehöll främlingsfientliga kommentarer om en medtävlare, den Indien-födda skådespelerskan Shilpa Shetty.
Goodys beteende vållade starka reaktioner och hon blev utröstad av 83% av de tittare som deltog i omröstningen.
På grund av att polisen ville undvika konfrontation fick hon lämna huset utan att tas emot av en stor publik, vilket normalt var fallet då en deltagare röstades ut.

### Efterspel
Den 24 maj 2007 har den brittiska motsvarigheten till granskningsnämnden, Ofcom, beslutat att Channel 4 brustit i sitt ansvar för att de visat Jade Goodys mobbning av Shilpa Shetty i TV utan att visa hela sammanhanget. Kanalen måste därför, i samband med kommande säsong av Big Brother i Storbritannien, vid tre tillfällen sända förtydliganden som tar upp de brister Ofcom anmärkt på.

### Cancer
Jade fick under senare delen av 2008 reda på att hon hade cancer som senare spred sig i kroppen, i februari 2009 fick Goody också beskedet av sin läkare att hon endast hade några veckor till några månader kvar att leva. Söndagen 22 februari gifte sig Goody med pojkvännen Jack Tweed i ett bröllop som sålts till tidningen OK! magazine för 700.000 pund, pengarna ska användas för att säkra Goodys två barns försörjning efter att hon avlider. Jade Goody avled av sin sjukdom natten till den 22 mars 2009.